# 贝尔内佐
贝尔内佐（義大利語：Bernezzo），是意大利库内奥省的一个市镇。总面积25平方公里，人口3663人，人口密度146.5人/平方公里（2009年）。ISTAT代码为004022。